# Den Gyldne Pelsnål
Den Gyldne Pelsnål er en designkonkurrence, og det er studerende fra landet design- og arkitektskoler, der kæmper i tre kategorier: Menswear, Womanswear og Homeware. Det er fjerde gang, at kategorierne home wear og accessories er med. I home wear kategorien skal designerne skabe inventar til hjemmet i pels. Der er tre finalister i hver kategori.
Idéen med Den Gyldne Pelsnål er, at fremtidens designere får et bedre kendskab til pels som materiale, og at de får inspiration til at finde på helt nye og innovative måder at bruge pelsen på.
Den Gyldne Pelsnål har nu eksisteret i mere end 14 år, og har haft vindere fra Danmarks Designskole, Designskolen Kolding, Margrethe-Skolen samt TEKO.